# مارستاره‌سانان
مارستاره‌سانان (نام علمی: Ophiurida) نام یک راسته از رده ستاره شکننده است.